# Bathylagichthys greyae
Bathylagichthys greyae is een straalvinnige vissensoort uit de familie van de kleinbekken (Bathylagidae). De wetenschappelijke naam van de soort is voor het eerst geldig gepubliceerd in 1958 door Cohen.